# 布吕讷阿梅勒
布吕讷阿梅勒（法語：Brunehamel）是法国上法兰西大区埃纳省的一个市镇，位于该省东北部，属于拉昂区。该市镇总面积为8.9平方公里，2009年时的人口为456人。

## 人口
布吕讷阿梅勒人口变化图示
| 数据来源：INSEE |